# Курилів Ігор Володимирович
Ігор Володимирович Кури́лів (нар. 9 січня 1954, с. Угорники, нині у складі Івано-Франківської міськради) — український диригент, продюсер, культурно-громадський діяч, фольклорист, співак, поет, народний артист України (2019).

## Життєпис
1975 — закінчив Івано-Франківське музичне училище.
2008 — закінчив Санкт-Петербурзький університет культури і мистецтв.
Керував музичними ансамблями Івано-Франківської (зокрема, ансамбль «Гуцулочка»), Тернопільської, Білоруської філармоній.
Від 1995 — диригент концертних програм Софії Ротару.
З 1975 року товаришував з легендарним гуртом «Кобза», а 1999 року приєднався до відродженого гурту «Кобza original» як вокаліст.
Є організатором і продюсером численних музичних проектів, зокрема — Міжнародного конкурсу скрипалів ім. Д. Ойстраха (2004, 2006; Одеса), Міжнародного музичного фестивалю «Дні Ойстраха в Одесі» (2007), фестиваль оперного та балетного мистецтва (2002, 2003; Ялта). Був диригентом 1-го Міжнародного конкурсу молодих виконавців «Крим Музик Фест» (2011; Ялта).
2016 — директор-розпорядник Національного заслуженого академічного українського народного хору України імені Григорія Верьовки.
В 2016 році видав збірку поезій «Флейти на вітрах».
Ігор Курилів також має унікальне зібрання українського пісенного фольклору.

## Визнання
- 2004 — заслужений діяч мистецтв України
- 2008 — заслужений діяч культури Польщі
- 2009 — кавалер Ордену «За заслуги» 3-го ступеня
- 2008 — лауреат Міжнародної премії «Золотий Ікар» Гамбурзької академії музики за заслуги у розвитку музичного мистецтва Східної Європи

## Твори
- Флейти на вітрах: вірші / Ігор Курилів. — Ілюстрації: Анатолій Буртовий, Валерій Вітер. — К.: Laurus, 2016. — 159 с. — ISBN 9662449868, ISBN 9789662449860
- Між берегами: поезія  / Ігор Курилів. — Ілюстрації: Охапкін Олександр .  — К.: ВЦ "Академія", 2019.  - 176 с.  — ISBN 9789665805847
- За Аріадниною ниткою: вірші / Ігор Курилів. — Ілюстрації: Анатолій Буртовий.  — К.: Софія - А, 2023.  - 168 с.  — ISBN 9786177031917